# 은장도 (드라마)
《은장도》(銀粧刀)는 1982년 8월 5일부터 1982년 10월 29일까지 방영된 MBC 여인열전 세 번째 시리즈로, 사대부 가문에서 양반집 여인이기에 겪어야 하는 정한 속에서 굴하지 않고 새로운 인생을 개척해 나가는 여인의 역정을 그렸다.

## 출연
- 이혜숙
- 유인촌
- 김무생
- 반효정
- 정욱
- 정애란
- 이수나
- 김석옥
- 남능미
- 박광남
- 박상조
- 임문수
- 고두심
- 김보경
- 이금복
- 윤창우
- 최선균
- 임정하
- 윤유선
- 김청
- 임채무
- 김용건